# Cherbourg (Australia)
Cherbourg es un pueblo en la región de South Burnett en Queensland, Australia. Está ubicado en la entrada a la Autopista Bunya a aproximadamente 250 kilómetros al noroeste de Brisbane y a 6 kilómetros de Murgon. Se encuentra muy cerca de la Represa Bjelke-Petersen. Entre las atracciones principales de Cherbourg se encuentran el Mirador de Bert Button y las granjas de Emu. Según el censo de 2006, Cherbourg tenía una población de 1.128 habitantes.
El pueblo, anteriormente conocido como Barambah, fue fundado como una localidad para aborígenes a principios de los años 1900 como parte de una política de segregación adoptada por el gobierno de Queensland. Su historia ha sido descrita en por lo menos dos libros, Dumping Ground de Thom Blake y Is That You Ruthie? de Ruth Hegarty.

## Historia
En 1900, el Ejército de Salvación negoció el establecimiento de la Reserva Aborigen de Barambah, la cual fue incorporada en un territorio de 7000 hectáreas el 23 de febrero de 1901. Inicialmente fue poblada por unos pocos aborígenes locales, pero otros de la región de Esk fueron enviados a la reserva poco después. Muchos fueron removidos de sus hogares en forma forzosa y "ubicados" en Barambah, que más adelante fue renombrada como 'Cherbourg'. En algunas ocasiones fueron enviados allí como castigo por negarse a trabajar. Personas de 109 áreas diferentes fueron mezcladas allí y no se les permitía hablar sus propios idiomas.
La reserva era administrada por la Sociedad de Protección Aborigen, Ipswich, hasta febrero de 1905, cuando el control fue transferido al Gobierno de Queensland y se nombró un superintendente, quien reportaba al Protector en Jefe de los Aborígenes. El 8 de diciembre de 1931 el asentamiento fue renombrado como Cherbourg. Entre 1905 y 1939, un total de 1587 personas nativas fueron removidas de todos los rincones del estado y reubicadas en esta localidad.
La localidad contaba con una escuela reformatorio y una granja de entrenamiento, un hogar de entrenamiento para niñas, un hospital, dormitorios en los que vivían las mujeres y los niños, e iglesias de varias denominaciones. Se proveía instrucción en una variedad de campos agrícolas, industriales y domésticos. Las personas eran contratadas como mano de obra barata y no se les permitía salir de la reserva. De hecho, hasta el referéndum de 1967, los indígenas de Cherbourg ni siquiera eran contados en los censos.
El efecto de mezclar a estos grupos de personas diferentes y obligarlos a hablar en inglés ha resultado en una destrucción casi completa de su herencia cultural. Muchos de los idiomas hoy en día son considerados extintos, y sobreviven solo en notas y grabaciones en la Universidad de Queensland.

## Gobierno
Con el paso de los años, las políticas hacia los aborígenes cambiaron de protección a asimilación y eventualmente participación y un cierto nivel de autogobernación con la aprobación de la Ley de Servicios Comunitarios (Aborígenes) de 1984. La ley permitía a consejos comunitarios electos realizar recomendaciones al Ministerio de Servicios Comunitarios sobre temas relacionados al progreso, desarrollo y bienestar de las personas que representaban. El 28 de agosto de 1986 se le otorgó un Deed of Grant in Trust a la comunidad de Cherbourg, dándole a esta comunidad estatus oficial. La Ley de Gobierno Local (Áreas de Gobierno Comunitario) de 2004 dio a Cherbourg el reconocimiento formal legal como un gobierno local.
En marzo de 2009 se impusieron límites de alcohol en Cherbourg para tratar de reducir la violencia. Mayor Sam Murray indica que las restricciones no se están haciendo cumplir y el problema está siendo llevado al mercado negro. Reportes iniciales indican que las restricciones no han reducido los ataque violentos en el pueblo, los cuales están ocurriendo 30 veces más frecuentemente que el promedio de Queensland.

## Demografía
Cherbourg cuenta con una población aproximada de 1.241 personas, lo que la convierte en la tercera comunidad aborigen más grande de Queensland. Los principales grupos tribales del pueblo son los 'Wakka Wakka' y los 'Culidy'. En 2006, el ingreso edio de los residentes de Cherbourg era de $227 por semana, menos de la mitad de la media nacional. 98,8% de las casas en el pueblo son hogares indiivduales.

### Desempleo
La comunidad participa en el programa Work for the Dole. El desempleo en el pueblo es alto, ya que no existen muchas oportunidades laborales en el mismo o en el vecino Murgon. Los resultados del censo de 2006 mostraron que el 31,4% de la fuerza laboral estaba empleada tiempo completo, mientras que el 49,5% trabajaba medio tiempo y 5,8% estaba desempleada.

## Antiguos residentes notables de Cherbourg
- Maroochy Barambah - cantante de ópera
- Harold Blair – tenor y activista
- Lionel Fogarty – poeta y activista político
- Eddie Gilbert – jugador de críquet
- Ruth Hegarty - escritor
- Chris Sandow – jugador de rugby de la National Rugby League
- Chris Sarra -  educador aborigen
- Steve Renouf - jugador de rugby
- Willie Tonga – jugador de rugby de la National Rugby League